# Публій Корнелій Сципіон Назіка (консул 191 року до н. е.)
Пу́блій Корне́лій Сципі́он Назі́ка (лат. Publius Cornelius Scipio Nasica; 230 до н. е. — після 171 до н. е.) — політичний, державний і військовий діяч Римської республіки, консул 191 року до н. е. 

## Життєпис
Походив з патриціанського роду Корнеліїв, його гілки Сципіонів. Син Гнея Корнелія Сципіона Кальва, консула 222 року до н. е. Про його молоді роки залишилось мало відомостей. Був першим, хто мав агномен «Назіка», тобто «гостроносий».
У 204 році до н. е. сенат обрав Публія Корнелія найдостойнішим громадянином й доручив йому зустріти в Остії священний камінь Ідейської Матері або Великої Матері Кібели, що прибув з Пессінунта.
У 200 році до н. е. став членом комісії для поповнення римської колонії Венузія новими колоністами.
У 196 році до н. е. його було обрано курульним еділом. На цій посаді тричі проводив Римські ігри, циркові та сценічні вистави.
У 194 році до н. е. став претором, наступного року як провінцію отримав Дальню Іспанію. Придушив повстання іберійських племен, захопив багато бунтівних міст. Зрештою завдав нищівної поразки лузитанам при Іліпі (поблизу сучасної Севільї).
У 192 році до н. е. балотувався на посаду консула, але програв. Втім вже у 191 році до н. е. його було обрано консулом разом з Манієм Ацилієм Глабріоном. Під час своєї каденції провів успішну війну з кельтським племен боїв, за що отримав від сенату тріумф. Після цього отримав проконсульство у Цизальпійській Галлії, де продовжив війну з боями.
У 189 та 184 роках до н. е. намагався здобути посаду цензора, але обидва рази програв.
У 183 році до н. е. керував організацією римської колонії в Аквілеї. Того ж року був членом посольства до Прусія I, царя Віфінії, з вимогою видати Ганнібала.
У 171 році до н. е. брав участь у комісії з розслідування вимагань римських намісників в Дальньої Іспанії. 
З того часу подальша доля Публія Корнелія Сципіона Назіки невідома.

## Родина
Діти:
- Публій Корнелій Сципіон Назіка Коркул